# 盖希林根
盖希林根是德国莱茵兰-普法尔茨州的一个市镇。总面积5.32平方公里，总人口387人，其中男性199人，女性188人（2011年12月31日），人口密度73人/平方公里。